# Klinë
Klinë (in albanese Klinë; in serbo Клина?, Klina) è una città del Kosovo.

## Storia
Klinë è identificata con l'insediamento illirico di Chinna, menzionato da Tolomeo nella sua Geographia (Libro II, capitolo 15).

### Simboli
Simbolo della municipalità sono le cascate Mirusha.

## Geografia antropica

### Suddivisioni amministrative
La municipalità si divide nei seguenti villaggi:
Berkovo, Biča, Bobovac, Bokshiq, Budisalc, Gjurgjevikë i madh, Krusheva e Madhe, Krusheva e Vogel, Vidajë, Vlaški Drenovac, Valljak, Vrmnica, Golubovac, Gornji Petrič, Grabanicë, Grabac, Gremnikë, Deič, Ujmirë, Dobri Dol, Dollc, Dellovë, Donji Petrič, Drenofc, Drenovčić, Dresnik, Dugonjive, Dush, Dušević, Zabrđe, Zajm, Zllakuqan, Gllarevë, Jagoda, Jellofc, Jashanicë, Kievë, Klinë, Klinafc, Kpuz, Krnjince, Leskovac, Llozicë, Mali Đurđevik, Malo Kruševo, Mlečane, Naglavci, Pločice, Pogragjë, Përcev, Radulovac, Ranoc, Resnik, Rudice, Svrhe, Siqevë, Skorošnik, Stup, Cerovik, Crni Lug, Qabic, Qeskovë e Qupevë

## Società

### Evoluzione demografica
| Composizione etnica |          |   |       |   |        |   |          |   |      |   |         |   |          |   |        |   |        |
| Anno/Etnia          | Albanesi | % | Serbi | % | Turchi | % | Bosniaci | % | Roma | % | Ashkali | % | Egiziani | % | Gorani | % | Totale |
| 2011                | 37 216   |   | 98    |   | 3      |   | 20       |   | 78   |   | 85      |   | 934      |   | 0      |   | 38 496 |